# 김륜성
김륜성(한국 한자: 金侖成, 2002년 6월 4일 ~ )은 대한민국의 축구 선수이다. 포지션은 수비수이다. 현재 제주 SK FC 소속이다.